# 織本任那
織本任那（日语： Orimoto Mimana，1977年9月24日—），日本漫畫家。男性。
他也以工房的名義擔任同人作家。

## 作品列表

### 連載中漫畫作品
- 爆音少女!!（秋田書店《月刊Young Champion烈（日语：月刊ヤングチャンピオン烈）》發表，已出版18冊）

### 已完結漫畫作品
- 魔法少女貓X（日语：魔法少女猫X）（角川書店，全2冊）
- 女僕我最萌（秋田書店，全4冊）
- 心跳水滸傳（法蘭西書院，單冊）※成人漫畫 ISBN 978-4-8296-7879-4
- （Coremagazine（日语：コアマガジン），單冊）※成人漫畫 ISBN 978-4-86252-292-4
- （日本文藝社（日语：日本文芸社），發表於《SAKURA HEARTS》，SAKURA HEARTS COMICS（日语：コミックヘヴン#CHコミックス），已出版1冊／未完）
  - （日本文藝社，CH COMICS（日语：コミックヘヴン#CHコミックス），已出版1冊／未完）ISBN 978-4-537-12927-4（2012年8月9日發行）
- 性別的謊言 -織本任那Change H短篇集（少年畫報社，單冊）ISBN 978-4-7859-3739-3
- 爆音少女!! ～台灣篇～（秋田書店，Young Champion 烈Comics（日语：ヤングチャンピオン烈コミックス），全4冊）

### 動畫
- （ChiChi No Ya（日语：ちちのや））—擔任人物設定[3]

## 相關項目
- 日本漫畫家列表
- 日本成人漫畫家列表（日语：日本の成人向け漫画家の一覧）

## 外部連結
- （日語）—織本任那的官方個人部落格。
- （日語）（※18歲以下禁止觀看）—的介紹（18歲以下觀看請注意）
- 織本任那的X（前Twitter） （日語）
- 織本任那的pixiv （日語）